# Municipio de Las Margaritas
El municipio de Las Margaritas es uno de los 124 municipios del estado mexicano de Chiapas, está localizado en la zona sureste del estado y su cabecera es la localidad de Las Margaritas.

## Geografía
El municipio de Las Margaritas se encuentra en el sudeste chiapaneco en la región socioeconómica XV Meseta Comiteca Tojolabal.
Limita al noreste con el municipio de Ocosingo, al noroeste con el municipio de Chanal, al norte con el municipio de Altamirano, al sur con el municipio de La Independencia, al suroeste con el municipio de Comitán de Domínguez, y al sureste con los municipios de La Trinitaria y Maravilla Tenejapa.

### Localidades
En el censo de 2020 el municipio de Las Margaritas contaba con 428 localidades.
| Código INEGI      | Localidad                    | Población (2020) |
| ----------------- | ---------------------------- | ---------------- |
| 070520001         | Las Margaritas               | 24 326           |
| 070520091         | Plan de Ayala                | 3 804            |
| 070520052         | Jalisco                      | 2 549            |
| 070520178         | Veinte de Noviembre          | 2 517            |
| 070520186         | Yasha                        | 2 183            |
| 070520078         | Nuevo San Juan Chamula       | 2 068            |
| 070520028         | Chiapas                      | 2 005            |
| 070520038         | Francisco I. Madero          | 1 915            |
| 070520039         | Gabino Vázquez San Sebastián | 1 819            |
| 070520054         | Justo Sierra                 | 1 475            |
| 070520032         | El Edén                      | 1 364            |
| 070520182         | El Vergel                    | 1 364            |
| 070520108         | Saltillo                     | 1 343            |
| 070520180         | Veracruz                     | 1 239            |
| 070520042         | González de León             | 1 218            |
| 070520159         | Santa Rita Invernadero       | 1 210            |
| 070520004         | Amparo Agua Tinta            | 1 203            |
| 070520250         | El Progreso                  | 1 187            |
| 070520094         | Rafael Ramírez               | 1 185            |
| 070520112         | San Antonio los Montes       | 1 134            |
| 070520075         | Nuevo Huixtán                | 1 116            |
| 070520060         | Lomantán                     | 1 115            |
| 070520244         | El Encanto                   | 1 103            |
| 070520148         | San Pedro Yutniotic          | 1 092            |
| 070520169         | Santa Rita Sonora            | 1 075            |
| 070520210         | Jerusalén                    | 1 041            |
| Otras localidades | Otras localidades            | 77 377           |
| Total municipal   | Total municipal              | 141 027          |

## Salud y educación
En 2010 el municipio tenía un total de 17 unidades de atención de la salud, con 106 personas como personal médico. Existían 200 escuelas de nivel preescolar, 257 primarias, 58 secundarias, 8 bachilleratos 7 escuelas de formación para el trabajo y 126 escuelas primarias indígenas.

## Actividades económicas
Las principales actividades económicas del municipio son el comercio minorista, la prestación de servicios generales no gubernamentales y en menor medida la fabricación de productos manufacturados.